# Departamentul Santa Cruz
Departamentul Santa Cruz este cal mai mare departament din Bolivia, având o suprafață de 370 621 km2. Conform recensământului din 2001, departamentul avea 2 029 471 locuitori. Capitala este orașul Santa Cruz de la Sierra. Este cel mai bogat departament din Bolivia, având rezerve uriașe de gaz natural.